# Daniel Cataño
Daniel Felipe Cataño Torres (Bello, Antioquia; 17 de enero de 1992) es un futbolista colombiano que juega como mediocampista ofensivo en Club Bolivar de la Primera División de Bolivia.

## Orígenes y formación
Los inicios de Cataño fueron en un reality show de fútbol del canal televisivo Teleantioquia llamado "Cálidosos". Siendo dirigido por Leonel Álvarez, Chicho Serna y Oswaldo "Sombra" Durán, quedó elegido entre los 17 mejores cuyo premio era viajar a la Argentina y jugar algunos partidos contra las divisiones menores de algunos clubes de allá, a su retorno a Colombia recibió la oferta para jugar directamente en el equipo profesional del Deportivo Rionegro con tan solo 15 años de edad.

## Carrera en clubes

### Deportivo Rionegro
Cataño debutó profesionalmente en el Deportivo Rionegro (actual Itagüí Leones) en la temporada 2008 en donde fue subcampeón de la Categoría Primera B anotando un gol en la final ante Real Cartagena. Su buen nivel lo llevó a representar a la Selección de fútbol sub-17 de Colombia en el mundial de Nigeria. Luego fue cedido en el primer semestre de 2009 al Envigado FC, a su regreso al club en el Torneo Finalización 2009 disputa 2 partidos y convierte un gol.

### Atlético Bucaramanga
Trasciende en el fútbol profesional en la primera B, siendo protagonista y campeón en el torneo de ascenso con este club en el 2015. Posteriormente juega allí su primer campeonato en la Liga en el 2017. 

### Deportes Tolima
En 2018 llega al equipo ibaguereño que venía de salir campeón de la liga colombiana después de casi 15 años, en el equipo logra 2 títulos, una liga colombiana contra Millonarios y 1 Superliga contra Deportivo Cali.
Después de casi cuatro años en el equipo sale de este debido a haber fallado un penal importante en la final de liga vs Atlético Nacional, equipo con el cual  posteriormente perdió esta final y terminó expulsado por una falta contra Kevin Leonardo Mier. Poco menos de un mes después salió del equipo.

### Millonarios

#### (2022)
El 14 de junio de 2022 es confirmado como nuevo jugador de Millonarios. Llega con contrato por un año con opción de compra de sus derechos deportivos. En una negociación en la que Millonarios envió al volante venezolano Eduardo Sosa al Deportes Tolima.
Cataño realiza su debut con Millonarios el 16 de junio, en la victoria como visitantes 1-2 ante el vigente campeón Atlético Nacional. Anota su primer gol con Millonarios el 17 de agosto en el partido de vuelta por octavos de final de Copa Colombia ante Fortaleza CEIF.
El 2 de noviembre de 2022 gana su primer título con Millonarios, luego de derrotar al Junior en la final de la Copa Colombia.

### (2023)
En la temporada 2023, y con la salida de Daniel Ruiz, Cataño se convierte en el nuevo '10' de Millonarios. El 13 de abril de 2023 se anuncia que Millonarios ejerció la opción de compra por los derechos del volante, renovando así por 3 años, con vigencia hasta diciembre de 2025.
El 12 de febrero, Cataño es víctima de una cobarde agresión por parte de un hincha del Deportes Tolima en la visita de Millonarios al Estadio Manuel Murillo Toro por la fecha 4 del Torneo Apertura. Minutos antes de iniciar el partido, un seguidor del equipo tolimense se lanza al campo de juego y golpea a Cataño por la espalda, provocando así la reacción del volante y la suspensión del partido por falta de garantías.
El 2 de marzo anota su primer gol del año, por la vuelta de la fase 2 de Copa Libertadores ante Universidad Católica. Vuelve a anotar el 23 de abril, en el empate 1-1 ante Unión Magdalena, rescatando un punto para Millonarios con un gran cobro de tiro libre.
El 3 de junio, Cataño anota un importante gol para Millonarios, ante América de Cali, por la fecha 4 de los cuadrangulares semifinales del Torneo Apertura, que deja a Millonarios dependiendo de sí mismo para ser finalista y elimina al equipo caleño de la competencia por el paso a la final. El 17 de junio anota nuevamente, esta vez en la fecha 6 de Cuadrangulares, asegurando la presencia de Millonarios en la final del Torneo Apertura.
El 24 de junio de 2023 logra un nuevo título con Millonarios: gana el Torneo Apertura luego de que su equipo derrote a Atlético Nacional desde los lanzamientos de penales. Cataño es catalogado como un jugador importante tanto en la final como en la liga.
Cataño finaliza la temporada con 8 goles y 7 asistencias a lo largo del año.

#### (2024 - 2025)
El volante paisa gana su tercer título con Millonarios el 24 de enero de 2024, tras la victoria 2-0 de los 'Albi-azules' ante el Junior por la Superliga 2024.
Cataño culmina el 2024 jugando apenas 24 partidos, anotando 4 goles y dando 5 asistencias, fruto de una lesión crónica que le impidió tener regularidad.
En 2025 juega 21 partidos, y da dos asistencias. Anote su último gol en la goleada 4-2 ante Boyacá Chicó por la fecha 20 del Torneo Apertura 2025.
El 2 de julio de 2025 se confirma la salida de Cataño de Millonarios. Deja el equipo obteniendo un saldo de 14 goles y 18 asistencias en 123 partidos.

### Club Bolivar
El 3 de julio de 2025 es anunciado como nuevo jugador del Club Bolívar de la Primera División de Bolivia.

## Selección nacional

### Selección absoluta
El 18 de enero de 2023 es convocado por el entrenador Néstor Lorenzo para un amistoso ante la Selección de fútbol de los Estados Unidos.

### Participación en Copas del Mundo
| Mundial                     | Sede    | Resultado    | Partidos | Goles |
| --------------------------- | ------- | ------------ | -------- | ----- |
| Copa Mundial Sub-17 de 2009 | Nigeria | Cuarto lugar | 3        | 0     |

## Estadísticas

### Clubes
Actualizado al último partido disputado el 11 de junio de 2025.
| Club                              | Div.          | Temporada     | Liga  | Liga  | Liga   | Copas | Copas | Copas  | Internacional | Internacional | Internacional | Total | Total | Total  |
| Club                              | Div.          | Temporada     | Part. | Goles | Asist. | Part. | Goles | Asist. | Part.         | Goles         | Asist.        | Part. | Goles | Asist. |
| --------------------------------- | ------------- | ------------- | ----- | ----- | ------ | ----- | ----- | ------ | ------------- | ------------- | ------------- | ----- | ----- | ------ |
| Deportivo Rionegro · Colombia     | 2.ª           | 2008          | 49    | 3     | 0      | -     | -     | -      | -             | -             | -             | 49    | 3     | 0      |
| Deportivo Rionegro · Colombia     | 2.ª           | F-2009        | 49    | 3     | 0      | -     | -     | -      | -             | -             | -             | 49    | 3     | 0      |
| Deportivo Rionegro · Colombia     | 2.ª           | 2010          | 49    | 3     | 0      | -     | -     | -      | -             | -             | -             | 49    | 3     | 0      |
| Deportivo Rionegro · Colombia     | 2.ª           | 2011          | 15    | 1     | 0      | 4     | 1     | 0      | -             | -             | -             | 19    | 2     | 0      |
| Deportivo Rionegro · Colombia     | 2.ª           | 2012          | 5     | 0     | 0      | 0     | 0     | 0      | -             | -             | -             | 5     | 0     | 0      |
| Deportivo Rionegro · Colombia     | 2.ª           | 2013          | 38    | 6     | 0      | 7     | 2     | 0      | -             | -             | -             | 45    | 8     | 0      |
| Deportivo Rionegro · Colombia     | 2.ª           | 2014          | 39    | 10    | 0      | 5     | 0     | 0      | -             | -             | -             | 44    | 10    | 0      |
| Deportivo Rionegro · Colombia     | Total club    | Total club    | 146   | 20    | 0      | 16    | 3     | 0      | 0             | 0             | 0             | 162   | 23    | 0      |
| Envigado F. C. · Colombia         | 1.ª           | A-2009        | 0     | 0     | 0      | -     | -     | -      | -             | -             | -             | 0     | 0     | 0      |
| Envigado F. C. · Colombia         | Total club    | Total club    | 0     | 0     | 0      | 0     | 0     | 0      | 0             | 0             | 0             | 0     | 0     | 0      |
| Atlético Bucaramanga · Colombia   | 2.ª           | 2015          | 37    | 9     | 0      | 8     | 1     | 0      | -             | -             | -             | 45    | 10    | 0      |
| Atlético Bucaramanga · Colombia   | 1.ª           | 2016          | 30    | 3     | 0      | 1     | 0     | 0      | -             | -             | -             | 31    | 3     | 0      |
| Atlético Bucaramanga · Colombia   | Total club    | Total club    | 67    | 12    | 0      | 9     | 1     | 0      | 0             | 0             | 0             | 76    | 13    | 0      |
| Deportivo Pasto · Colombia        | 1.ª           | A-2017        | 17    | 1     | 0      | 2     | 0     | 0      | -             | -             | -             | 19    | 1     | 0      |
| Deportivo Pasto · Colombia        | Total club    | Total club    | 17    | 1     | 0      | 2     | 0     | 0      | 0             | 0             | 0             | 19    | 1     | 0      |
| Independiente Medellín · Colombia | 1.ª           | F-2017        | 17    | 0     | 1      | 6     | 0     | 0      | 1             | 0             | 0             | 24    | 0     | 1      |
| Independiente Medellín · Colombia | 1.ª           | A-2018        | 10    | 2     | 0      | -     | -     | -      | 1             | 0             | 0             | 11    | 2     | 0      |
| Independiente Medellín · Colombia | Total club    | Total club    | 27    | 2     | 1      | 6     | 0     | 0      | 2             | 0             | 0             | 35    | 2     | 1      |
| Deportes Tolima · Colombia        | 1.ª           | F-2018        | 11    | 2     | 0      | -     | -     | -      | 0             | 0             | 0             | 11    | 2     | 0      |
| Deportes Tolima · Colombia        | 1.ª           | 2019          | 12    | 1     | 1      | 2     | 0     | 1      | 2             | 0             | 0             | 16    | 1     | 2      |
| Deportes Tolima · Colombia        | 1.ª           | 2020          | 12    | 1     | 2      | 3     | 0     | 0      | 3             | 0             | 0             | 18    | 1     | 2      |
| Deportes Tolima · Colombia        | 1.ª           | 2021          | 24    | 1     | 5      | 1     | 0     | 0      | 4             | 0             | 0             | 29    | 1     | 5      |
| Deportes Tolima · Colombia        | 1.ª           | A-2022        | 15    | 1     | 0      | 2     | 0     | 0      | 7             | 0             | 1             | 24    | 1     | 1      |
| Deportes Tolima · Colombia        | Total club    | Total club    | 75    | 6     | 10     | 8     | 0     | 1      | 16            | 0             | 1             | 99    | 6     | 12     |
| Millonarios · Colombia            | 1.ª           | F-2022        | 23    | 0     | 4      | 6     | 1     | 0      | -             | -             | -             | 29    | 1     | 4      |
| Millonarios · Colombia            | 1.ª           | 2023          | 34    | 6     | 6      | 6     | 0     | 0      | 9             | 2             | 1             | 49    | 8     | 7      |
| Millonarios · Colombia            | 1.ª           | 2024          | 21    | 4     | 5      | -     | -     | -      | 3             | 0             | 0             | 24    | 4     | 5      |
| Millonarios · Colombia            | 1.ª           | A-2025        | 20    | 1     | 2      |       |       |        | 1             | 0             | 0             | 21    | 1     | 2      |
| Millonarios · Colombia            | Total club    | Total club    | 98    | 11    | 17     | 12    | 1     | 0      | 13            | 2             | 1             | 123   | 14    | 18     |
| Total carrera                     | Total carrera | Total carrera | 428   | 52    | 27     | 53    | 5     | 1      | 31            | 2             | 2             | 512   | 59    | 30     |

### Selección
| Sub-17 · Colombia                            | 2009                       | — | — | — | — | 3 | 0 | 3 | 0 |
| Sub-17 · Colombia                            | Total                      | 0 | 0 | 0 | 0 | 3 | 0 | 3 | 0 |
| Mayores · Colombia                           | 2023                       | 1 | 0 | — | — | — | — | 1 | 0 |
| Mayores · Colombia                           | Total                      | 1 | 0 | 0 | 0 | 0 | 0 | 1 | 0 |
| Total Selecciones Colombia                   | Total Selecciones Colombia | 1 | 0 | 0 | 0 | 3 | 0 | 4 | 0 |
| (1) Incluye los partidos del Mundial sub-17. |                            |   |   |   |   |   |   |   |   |

## Plano personal

### Agresión
El 12 de febrero de 2023 al servicio de Millonarios, Cataño es víctima de una agresión por parte de un hincha del Deportes Tolima segundos antes de comenzar el partido, provocando la suspensión del encuentro y polémica a nivel nacional. Cataño respondió a la agresión del hincha y fue expulsado por el árbitro Wilmar Roldán. Los jugadores y cuerpo técnico del cuadro embajador optaron por retirarse del partido al manifestar que “no tenían garantías”. Posteriormente el jugador fue denunciado por el agresor.

## Palmarés

### Campeonatos nacionales
| Título                | Club                 | Año  |
| --------------------- | -------------------- | ---- |
| Categoría Primera B   | Atlético Bucaramanga | 2015 |
| Torneo Apertura       | Deportes Tolima      | 2021 |
| Superliga de Colombia | Deportes Tolima      | 2022 |
| Copa Colombia         | Millonarios          | 2022 |
| Torneo Apertura       | Millonarios          | 2023 |
| Superliga de Colombia | Millonarios          | 2024 |

### Distinciones individuales
| Distinción          | Año  |
| ------------------- | ---- |
| XI Ideal ACOLFUTPRO | 2023 |